# Dudú (ur. 1990)
Luiz Eduardo dos Santos Gonzaga (ur. 22 kwietnia 1990 w Itanhaém) – brazylijski piłkarz występujący na pozycji napastnika.

## Kariera piłkarska
Od 2011 roku występował w Batatais, Mogi Mirim, Linense, Bragantino, Figueirense, Kashiwa Reysol i Ventforet Kofu.